# Cífer
Cífer este o comună slovacă, aflată în districtul Trnava din regiunea Trnava. Localitatea se află la altitudinea de 139 m deasupra n.m., se întinde pe o suprafață de 29,88 km2 și în 2017 număra 4.260 de locuitori.

## Istoric
Localitatea Cífer este atestată documentar din 1291.

## Demografie
| An:                | 1994 | 2004   | 2014   | 2024    |
| ------------------ | ---- | ------ | ------ | ------- |
| Număr de persoane: | 3765 | 3837   | 4142   | 4886    |
| Diferență:         |      | +1,91% | +7,94% | +17,96% |

| An:                | 2023 | 2024   |
| ------------------ | ---- | ------ |
| Număr de persoane: | 4832 | 4886   |
| Diferență:         |      | +1,11% |